# 795 Fini
795 Fini è un asteroide della fascia principale del diametro medio di circa 74,66 km. Scoperto nel 1914, presenta un'orbita caratterizzata da un semiasse maggiore pari a 2,7515923 UA e da un'eccentricità di 0,0987738, inclinata di 19,02818° rispetto all'eclittica.
L'origine del suo nome è sconosciuta.